# Acropora bushyensis
Acropora bushyensis е вид корал от семейство Acroporidae. Видът е незастрашен от изчезване.

## Разпространение и местообитание
Разпространен е в Австралия, Вануату, Индонезия, Маршалови острови, Нова Каледония, Палау, Папуа Нова Гвинея и Соломонови острови.
Среща се на дълбочина около 2 m.

## Описание
Популацията им е намаляваща.